# Tomáš Vrána
Tomáš Vrána (* 1994 Mořkov) je český klavírista.
S hrou na klavír začal od svých tří nebo čtyř let. V letech 2004 až 2008 obsazoval na prestižních soutěžích (například Prague Junior Note) pouze první nebo druhá místa. Uspěl též v mezinárodní klavírní soutěži Virtuosi per musica di pianoforte v Ústí nad Labem, kde v roce 2007 získal první místo. Za rok 2008 získal i ocenění v soutěži Zlatý oříšek a je zároveň absolutním vítězem této soutěže pro rok 2008.
Studoval klavír u prof. Moniky Tugendliebové na Janáčkově konzervatoři v Ostravě, kde svá studia dokončil absolutoriem.
Věnuje se též literární a filmové tvorbě, amatérsky natočil osmnáctidílný seriál Detektivní kancelář Černý kocour a detektivní černobílý film Myškinsův zatykač.